# Roland Goertz
Roland Goertz (* 19. September 1969 in Hagen) ist ein deutscher Chemiker und Feuerwehrwissenschaftler. An der Bergischen Universität Wuppertal ist er Professor für Chemische Sicherheit und Abwehrenden Brandschutz sowie Direktor des Feuerwehrwissenschaftlichen Instituts und Vorsitzender des Instituts für Arbeitsmedizin, Sicherheitstechnik und Ergonomie -ASER- e. V.

## Leben
Goertz wurde als Sohn einer Schneiderin und eines Modellschreiners in Hagen geboren und trat 1987 als Aktiver in die Freiwillige Feuerwehr Hagen, Einheit Haspe, ein. Nach dem Abitur am mathematisch-naturwissenschaftlichen Ernst Meister-Gymnasium in Hagen-Haspe nahm er im WS 1989 das Studium der Chemie an der Ruhr-Universität Bochum auf. Dort schloss er 1994 das Studium als Diplom-Chemiker ab. 1997 wurde er mit einer Arbeit zur „Analytik und Systematisierung der organischen Brandrauchinhaltsstoffe“ zum Dr. rer. nat. promoviert.
Nach dem zweiten Staatsexamen für den höheren feuerwehrtechnischen Dienst begann er seine berufliche Laufbahn bei der Feuerwehr 1999 als Abteilungsleiter und stellvertretender Leiter des Amtes für Brandschutz, Rettungsdienst und Katastrophenschutz der Landeshauptstadt Erfurt, dessen Leitung er 2004 übernahm. Am 26. April 2002 war er beim Schulamoklauf in Erfurt, innerhalb der besonderen Aufbauorganisation der Polizei, Einsatzleiter für den Rettungsdienst und die Feuerwehr.
2007 wurde Goertz Leiter der Branddirektion Karlsruhe. Am 11. März 2009 war er vor Ort in Winnenden beratend für die Einsatzleitung beim Schulamoklauf an der Albertville-Realschule tätig.
2012 wurde er zum Universitätsprofessor an der Bergischen Universität Wuppertal berufen, wo er den Lehrstuhl für Chemische Sicherheit und Abwehrenden Brandschutz leitet.
2018 wurde Goertz Direktor des neu gegründeten Feuerwehrwissenschaftlichen Instituts, das als wissenschaftliche Einrichtung in der Fakultät für Maschinenbau und Sicherheitstechnik der Bergischen Universität Wuppertal, Forschung und Wissenstransfer im Bereich naturwissenschaftlicher, technischer und organisatorischer Aspekte der Feuerwehr sowie der nicht-polizeilichen Gefahrenabwehr verfolgt.
Anfang 2019 berief ihn der nordrhein-westfälische Justizminister Peter Biesenbach (CDU) in die Expertenkommission zur Verbesserung des Justizvollzugs in Nordrhein-Westfalen, die den Brandschutz, die Kommunikation sowie den Umgang mit psychisch Kranken überprüfen sollte.
2019 übernahm Goertz den Vorsitz des Instituts für Arbeitsmedizin, Sicherheitstechnik und Ergonomie –ASER- e. V., einem An-Institut der Bergischen Universität, das grundlagen- und anwendungsorientierte Forschungs- und Entwicklungsprojekte auf den Gebieten Arbeitsmedizin, Sicherheitstechnik, Ergonomie, Arbeitspsychologie und relevanten angrenzenden Gebieten durchführt sowie die Umsetzung neuer Erkenntnisse und Beratung staatlicher und nicht-staatlicher Einrichtungen im Forschungsfeld verfolgt.
2019 wurde er zum ehrenamtlichen Leiter der Freiwilligen Feuerwehr Bad Herrenalb gewählt.

## Arbeitsschwerpunkte
Chemische Sicherheit:
- Gefährliche Stoffe, gefährliche Reaktionen und ihre Beherrschung
- Brandchemie, thermische Zersetzungsprodukte, Entstehung und Zusammensetzung von Brandrauch
- Löschmittel und Löscheffekte
- Brand- und Explosionsursachenermittlung

Feuerwehrorganisation und Einsatzmanagement
- Grundlagenforschung und Anwendung in der Feuerwehrbedarfs- und Entwicklungsplanung
- Aufbauorganisation von Feuerwehren
- Einsatztaktik und Einsatzmanagement

Konzeptioneller vorbeugender Brandschutz
- Wirksamkeit, Gleichwertigkeit, Kosten und Wechselwirkungen von baulichen und anlagentechnischen Brandschutzmaßnahmen
- Gefährdungsangepasste bauliche und anlagentechnische Brandschutzplanung

## Schriften
- Roland Goertz: Extreme Ereignisse. In: Gefahrgut (03). 2015, S. 8–10 (wiso-net.de).
- Roland Goertz (2015): Gefahren durch sekundäre Lithium-Ionen-Batterien. In: BRANDSchutz/Deutsche Feuerwehr-Zeitung (1).
- Roland Goertz: Brände in Abfall-Behandlungsanlagen. In: sicher ist sicher – Arbeitsschutz aktuell 67 (4). 2016, S. 188–195, doi:10.37307/j.2199-7349.2016.04 (sisdigital.de).
- Roland Goertz et al.: Brandereignisse in Abfallbehandlungsanlagen Abschlussbericht , LANUV-Fachbericht 68, ISSN 1864-3930 (Print), 2197-7690 (Internet), LANUV-Fachberichte Recklinghausen 2016
- Roland Goertz (2017): Vorbeugender und abwehrender Brandschutz bei Bränden von Polymeren – Ergebnisse aus Forschungsprojekten zu Bränden in Abfallbehandlungsanlagen und Reifenlägern. In: Vereinigung zur Förderung des Deutschen Brandschutzes (Hg.): Jahresfachtagung der vfdb. Bremen (64).
- Roland Goertz; Moser, Jonathan; Spor, Ullrich; Schwer, Markus (2017): Altreifen als Brandgut in Abfallbehandlungsanlagen. Abschlussbericht. DIBt
- Paolo Henkelmann; Florian Kubowski; Liske, Bastian; Müksch, Enedikt; Goertz, Roland: Szenariendefinition und Löschmittelbemessung nach ASR A2.2. Ein brandtechnologischer Ansatz. In: sicher ist sicher – Arbeitsschutz aktuell 66 (04). 2015, S. 196–202, doi:10.37307/j.2199-7349.2015.04 (sisdigital.de).
- Vereinigung zur Förderung des Deutschen Brandschutzes (Hg.) (2018): Neue Aspekte der Bedarfsplanung von Feuerwehren, Jahresfachtagung der vfdb
- Corinna Trettin & Friedrich-Wilhelm Wittbecker & Roland Goertz & Lukas Arnold: A Contribution to Pyrolysis Modelling, 14th International Interflam Conference, Interflam 2016, London, United Kingdom, 4 Jul 2016 – 6 Jul 2016 Bromley : Interscience, 529-534 (2016)
- C.Trettin, B. Liske, M. Henseleit, F.-W. Wittbecker and R. Goertz, Interpretation of TGA Curves of smoldering and glowing reactions, 12th International Symposium on Fire Safety Science 12-16 June 2017 Lund University, Lund Sweden
- Alexander Schaberg; Wroblowski, Robert; Goertz, Roland (2018): Comparative study of the thermal decomposition behaviour of different amino acids and peptides. In: J. Phys.: Conf. Ser. 1107, S. 32013 Schaberg, Alexander; Goertz, Roland; Bräse, Stefan (2018): Investigations on the Staudinger explosion and its prevention. In: Journal of hazardous materials 367, S. 375–380
- Roland Goertz et al., Abschlussbericht zum Forschungsprojekt „Sicherheit und Wirtschaftlichkeit in der Feuerwehrbedarfsplanung NRW“, finanziert durch die Stiftung Zukunft NRW, 2020